# Cuenca (tỉnh)
Cuenca là một tỉnh ở miền trung Tây Ban Nha, phía đông cộng đồng tự trị Castile-La Mancha. Tỉnh này giáp các tỉnh Valencia (including its exclave Rincón de Ademuz), Albacete, Ciudad Real, Toledo, Madrid, Guadalajara, và Teruel.
Dân số năm 2007 là 211.375 người. Thủ phủ là Cuenca, nơi sinh sống của gần ¼ dân số tỉnh này. Có 238 đô thị ở tỉnh Cuenca.
Các đô thị quan trọng gồm Tarancón, San Clemente, Quintanar del Rey, Honrubia, Villanueva de la Jara, Motilla del Palancar, Mota del Cuervo và Las Pedroñeras.